# Fahrenheit 9/11
Fahrenheit 9/11 é um documentário americano de 2004 escrito, estrelado e dirigido pelo cineasta estadunidense Michael Moore. Fala sobre as causas e consequências dos atentados de 11 de setembro de 2001 nos Estados Unidos, fazendo referência à posterior invasão do Iraque, liderada por esse país e pela Grã-Bretanha. Além disso, tenta decifrar os reais alcances dos vínculos que existiriam entre as famílias do presidente George W. Bush e a de Osama bin Laden.

## Sinopse
O título do filme faz referência ao livro Fahrenheit 451 (233 °C, que representa a temperatura em que arde o papel), escrito em 1953 por Ray Bradbury, e também aos atentados de 11 de setembro de 2001, já que "11/9" se escreve "9/11" nos países de língua inglesa.
O filme começa sugerindo que os amigos e aliados políticos de George W. Bush na Fox News Channel inclinados na eleição de 2000 para Bush, o declararam prematuramente vencedor. Em seguida, sugere a manipulação da polêmica votação na Flórida constituiu fraude eleitoral.
O filme então segue para o 11 de Setembro. Moore diz que Bush, foi informado de que o primeiro avião colidiu no World Trade Center em seu caminho para uma escola primária. Bush aparece então sentado em uma sala de aula com as crianças da Flórida. Quando foi comunicado que um segundo avião atingiu o World Trade Center e que o país está "sob ataque", Bush, permite que os alunos terminem a sua leitura do livro, e Moore observa que ele continuou a ler por quase sete minutos.
Sugerindo "a temperatura que arde a liberdade", este documentário ressalta especificamente a relação entre a família Bush e pessoas próximas a ela, com membros de eminentes famílias da Arábia Saudita (incluindo a família bin Laden) e os talibãs, em uma relação que se estende durante mais de trinta anos, assim como a evacuação de familiares de Osama bin Laden organizada pelo governo de George W. Bush depois dos ataques de 11 de setembro sem submetê-los a qualquer forma de interrogatório.
O filme avança para examinar o registro de serviço de George W. Bush na Guarda Nacional Aérea. Moore afirma que a empresa petrolifera Arbusto Energy de Bush foi parcialmente financiada pelos sauditas e pela família de Bin Laden, por intermédio de James R. Bath. Moore afirma que estes conflitos de interesses sugerem que a administração de Bush não trabalha para os melhores interesses dos americanos. A partir daí, o filme dá pistas sobre as verdadeiras razões que têm impulsionado o governo Bush a invadir o Afeganistão em 2001 e Iraque em 2003, ações que, segundo Moore, correspondem mais à proteção dos interesses das indústrias petrolíferas norte-americanas do que ao desejo de libertar os respectivos povos ou evitar potenciais ameaças. O documentário insinua que a guerra com o Afeganistão não teria como principal objetivo capturar os líderes da Al Qaeda e, sim, favorecer a construção de um oleoduto, e que o Iraque não era, no momento da invasão, uma ameaça real para os Estados Unidos, senão uma fonte potencial de benefícios para as empresas norte-americanas.
Moore afirma que o governo Bush induziu um clima de medo entre a população norte-americana através da mídia de massa. Moore, em seguida, descreve os esforços de antiterrorismo, incluindo supostas infiltrações de grupos pacifistas no governo e outros eventos, e a assinatura do USA PATRIOT Act.

## Prêmios

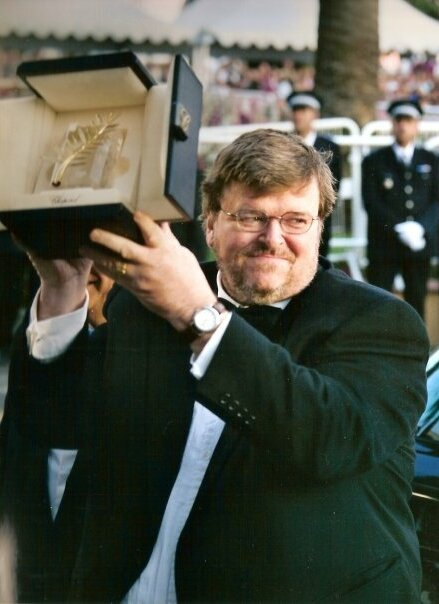
Michael Moore recebendo a Palma de Ouro no Festival de Cannes de 2004 pelo documentário Fahrenheit 9/11, que ganhou destaque por ser o primeiro documentário premiado em 48 anos.

O filme foi premiado no Festival de Cannes de 2004, obtendo a Palma de Ouro, o prêmio de maior relevância entregue por aquele festival. O último documentário a receber este prêmio havia sido The Silent World de Jacques Cousteau e Louis Malle, 48 anos atrás.
A princípio, este filme iria ser distribuído pela Icon Productions. No entanto, Fahrenheit 9/11 foi mais adiante acolhido pela Miramax. Quando a Icon renunciou aos direitos de distribuição do filme em maio de 2003, alegando conflitos de imagem, ainda assegurava que sua decisão não estava influenciada por motivos políticos. A Miramax havia distribuído anteriormente outro filme de Moore, The Big One, em 1997.

## Citações do diretor Michael Moore
- Discurso que deu Michael Moore quando foi premiado com a Palma de Ouro na quinquagésima sétima (57.ª) edição do Festival de Cinema de Cannes:

| “ | I can't begin to express my appreciation and my gratitude to the jury, the Festival, to Gilles Jacob, Thierry Frémaux, Bob and Harvey at Miramax, to all of the crew who worked on the film. [...] I have a sneaking suspicion that what you have done here and the response from everyone at the festival, you will assure that the American people will see this film. I can't thank you enough for that. You've put a huge light on this and many people want the truth and many want to put it in the closet, just walk away. There was a great Republican president who once said, if you just give the people the truth, the republicans, the Americans will be saved. [...] I dedicate this Palme d'Or to my daughter, to the children of Americans and to Iraq and to all those in the world who suffer from our actions. | ” |

Tradução: "Não posso senão expressar meu afeto e gratidão ao júri, ao Festival, a Gilles Jacob, Thierry Frémaux, Bob e Harvey de Miramax, a toda equipe que trabalhou neste filme. [...] Algo me faz suspeitar que com o que tenho feito hoje aqui e a resposta de todos no festival conseguirão que muitos estadunidenses vejam o filme. Não posso deixar de agradece-los. Estão ajudando a esclarecer isto; há muita gente que quer a verdade e outra que quer esconde-la no guarda-roupa, simplesmente olhar para outro lado. Em uma ocasião um grande presidente republicano dos Estados Unidos disse: «Se tão somente dar a gente a Verdade, os republicanos, os estadunidenses se salvarão». [...] Dedico esta Palma de Ouro à minha filha, aos meninos e meninas estadunidenses, e ao Iraque, e a todos aqueles que no mundo inteiro estão sofrendo pelas nossas ações".
- Sobre o incremento da popularidade dos documentários:

| “ | Audiences love a good story, whether through fiction or non-fiction. I don't start out making a documentary but rather a good movie. Non-fiction is taking itself out of the ghetto and documentary filmmakers are finding new and inventive ways to tell their story. I'm pleased and I hope it continues. | ” |

Tradução: "O público adora uma boa história, seja de ficção ou não. Quando começo não estou pensando em fazer um documentário senão um bom filme. Os documentários estão saindo por sí mesmos de seu próprio gueto e os cineastas que fazem documentários estão descobrindo novas e criativas formas de contar suas histórias. Isto me agrada e espero que continue assim".
- Sobre o fato de a Palma de Ouro ser um prêmio francês:

| “ | There was only one French citizen on the jury. Four out of nine were American. [...] This is not a French award, it was given by an international jury dominated by Americans. | ” |

Tradução: "No júri havia um só cidadão francês. Quatro dos nove eram estadunidenses. [...] Este não é um prêmio francês: tem sido outorgado por um júri internacional dominado pelos estadunidenses".
- Sobre o impacto de Moore como cineasta:

| “ | The first impact I want is that audiences leave the theatre and say that was a good two hours of my time. Making this as a movie comes before the politics. If I wanted to make a political speech, I would have been a politician. I chose to be a filmmaker. I love movies. | ” |

Tradução: "O primeiro que quero é que o público quando sai do cinema diga que «Estas foram duas horas bem empregadas do meu tempo». fazer disto uma bom filme é mais importante que a política. Se tivesse querido fazer um discurso político, teria me tornado um político. Mas decidi ser cineasta: Eu adoro os filmes".
- Sobre o que se pode ou não crer:

| “ | The film begins with them putting their makeup on. I consider them as actors. In fact, I forgot to thank my actors, thank you George Bush, Donald Rumsfeld, Paul Wolfowitz… | ” |

Tradução: "O filme começa com eles [George W. Bush e outros] se maquiando. Eu os considero atores. De fato, esqueci de agradecer aos meus atores: obrigado George Bush, Donald Rumsfeld, Paul Wolfowitz…".
- O que disse o presidente do juri (Quentin Tarantino):

| “ | Quentin whispered in my ear, ‘we want you to know that it was not the politics of your film that won you this award. We are not here to give a political award. Some of us have no politics. We awarded the art of cinema, that is what won you this award and we wanted you to know that as a fellow filmmaker. | ” |

Tradução: "Quentin me sussurrou ao ouvido: «Queremos que saiba que não tem ganhado este título por sua mensagem política. Aqui não damos prêmios políticos. Alguns de nós não têm uma posição política definida. Premiamos a arte de fazer cinema. Isso é o que tem outorgado este prêmio e quero que saiba como companheiro cineasta»".